# Pholcus magnus
Pholcus magnus là một loài nhện trong họ Pholcidae. Loài này có ở de Madeira.